# ماریکا روک
ماریکا روک (به آلمانی: Marika Rökk) (زاده ۳ نوامبر ۱۹۱۳ با نام ماری کارولینه روک – درگذشته ۱۶ مه ۲۰۰۴) هنرپیشه، رقصنده و خواننده مجار بود. او شهرت آغازین خود را با بازی در فیلم‌های آلمانی زمان نازی کسب کرد. با ادامهٔ کار هنری در ۱۹۴۸ او به یکی از مشهورترین خواننده‌های اپرت اروپا تبدیل شد و تا ۱۹۸۶ همچنان بر روی صحنه می‌رفت.

## زندگی
ماریکا روک در ۳ نوامبر ۱۹۱۳ در قاهره به دنیا آمد و در کودکی با خانواده‌اش به مجارستان نقل‌مکان کرد. او فعالیت هنری خود را ابتدا در کلوپ شبانه مولن روژ پاریس به عنوان رقصنده شروع کرد و پس از آن کارش را در برادوی ادامه داد. وی از اوایل دهه ۱۹۳۰ به بازیگری در فیلم‌های انگلیسی پرداخت و به دنبال آن در اوج دوران نازی به یکی از بزرگترین ستاره‌های فیلم‌های آلمانی تبدیل شد. پس از جنگ جهانی، دو سال فعالیتش ممنوع شد، اما پس از آن فیلم‌هایی به کارگردانی همسرش، گئورگ یاکوبی بازی کرد. محبوبیت او دیگر به اندازهٔ پیش از جنگ نبود ولی او بر روی صحنه به اپرت و تئاتر موزیکال در شهرهای بزرگ آلمان، هلند و بلژیک ادامه داد. در ۱۹۵۱ پرنسس چارداش را در آلمان و در ۱۹۶۱خفاش را در اتریش اجرا کرد.